# Latour-de-Carol
Latour-de-Carol (in catalano La Tor de Querol) è un comune francese di 438 abitanti situato nel dipartimento dei Pirenei Orientali nella regione dell'Occitania. Vi si trova la Stazione di Latour-de-Carol - Enveitg.

## Geografia fisica

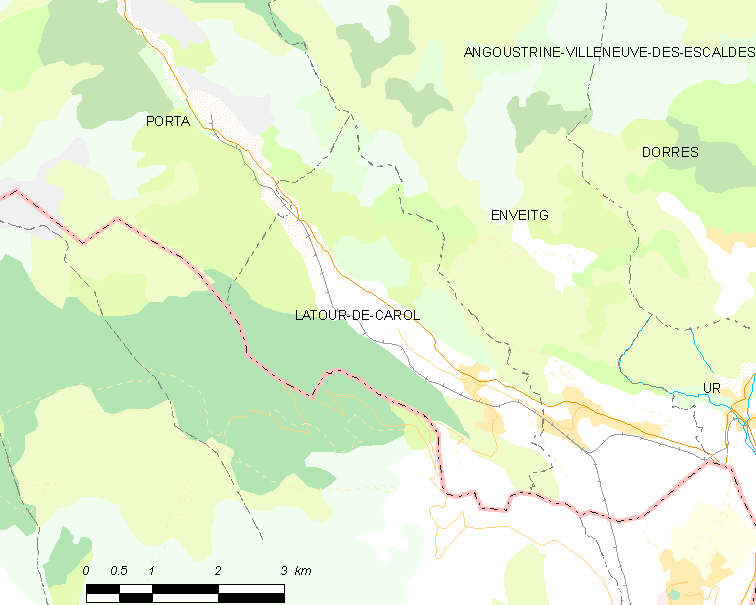
Situazione di Latour-de-Carol

Fa parte della regione storica nota come Cerdagna.

## Società

### Evoluzione demografica
Abitanti censiti